# Ministeriale
Die Ministerialen des Mittelalters können als entfernte Vorläufer der heutigen Beamten angesehen werden, wobei sich ein direkter Vergleich verbietet. Den lateinischen Begriff ministerialis gab es bereits im römischen Reich und im Frühmittelalter. Ministeriale (Dienstmannen) übten im Auftrag eines Herren (König, Adliger, Bischof etc.) oder einer Institution (Reich, Bistum, Kloster,  etc.) ein Amt aus.  Für den König und hohe Herrschaftsträger tätige Ministeriale sind von denen einfacher Grundherrschaften zu unterscheiden, die häufiger aus unfreien Verhältnissen kamen. Aufgrund der Differenziertheit des Ministerialenstandes ist eine Zuordnung zu ehemals Unfreien und später zum niederen Adel im hohen Maße fragwürdig. Die standesrechtliche Einordnung der Ministerialen wurde bereits im Hochmittelalter kontrovers diskutiert.
Diesbezüglich ist es interessant, dass ursprünglich auch die Grafen Amtsträger waren, denen die Aufgabe übertragen war, vor Ort für Recht und Ordnung zu sorgen. Andere Ministeriale wie Mundschenk, Senneschall und Hausmeier organisierten die Hofhaltung. Eine kontroverse Diskussion in der Gesellschaft des 9. Jahrhunderts ist nicht überliefert. Diese kam erst unter den Saliern und Staufern auf, in deren Zeit Ministeriale von niederer Geburt eingesetzt wurden, um die Macht des Adels einzuschränken. 
Der Anteil adliger (edelfreier) Ministerialen im 12. Jahrhundert wurde lange unterschätzt, es gab sicher viele, die über den ministerialen Dienst ihre Existenz absichern konnten. Als kluge Berater hatten einige  durchaus Einfluss auf die Gestaltung von Politik und Gesellschaft. Dichtende Ministeriale wie Hartmann von Aue, Wolfram von Eschenbach oder Wirnt von Grafenberg wirkten durch ihre literarischen Werke in die höfische Gesellschaft hinein.
Ab dem 13. Jahrhundert wurden Ministeriale zunehmend und folgerichtig als Adlige akzeptiert, wovon sich der Hochadel dann abgrenzte. Andere Teile wanderten in die Führungsschichten der Städte ab (Patriziat). Ministerialenfamilien können somit nicht pauschal beurteilt werden.

## Begriffsgeschichte
Schon in der Antike tauchte der Begriff der „ministeriales“ auf. Im römischen Kaiserreich bezeichnete er freie Palastbedienstete, deren primäre Aufgabe die Verpflegung des Hofes war. Auch besaß diese Gruppe einen rechtlichen Sonderstatus und zudem die Möglichkeit, durch genügende Qualifikation und Tüchtigkeit in höhere Ämter aufzusteigen.
Der Begriff unterlag einem ständigen örtlichen und zeitlichen Wandel und Austausch mit anderen Bezeichnungen. So sind „servus“ (Sklave) oder „servientes“ (Diener) die am häufigsten auftauchenden Begriffe, die man als Synonym für den Begriff „ministeriales“ und die damit verbundenen Aufgaben verwendete. Im 7. Jahrhundert tauchte im Merowingischen Reich die Bezeichnung „ministeriales“ für höhergestelltes, aber höriges Hofgesinde auf. Dies blieb bis in die Zeit der Karolingerdynastie hinein so – erst hier lässt sich der Begriff „ministerialis“ grob definieren als Inhaber eines Amtes oder Aufgabenbereiches, eines „ministerium“.
Erst im 11. Jahrhundert, in dem sich die Ministerialen auszubreiten begannen, sollte sich der Begriff als endgültige Bezeichnung für eine privilegierte Gruppe auch teilweise unfreier Dienstmannschaften durchsetzen. Aus diesen Kreisen rekrutierte sich ein Hauptteil der hochmittelalterlichen Ritterschaft, auch wenn die Begriffe sachlich nicht deckungsgleich sind. Seit dem 13. Jahrhundert wurden die Ministerialen immer mehr de facto wie Freie behandelt.
Heute wird in der historischen Forschung deutlich zwischen Ministerialen des Königs (Reichsministerialen), der Kirche und des Adels unterschieden. Diese soziale und rechtliche Differenzierung besitzt aber keine systematische Begrifflichkeit in den mittelalterlichen Quellen.

## Geschichte
Ministerialen waren im Heiligen Römischen Reich eine Oberschicht von „Dienstmannen“ (Dienstleute) im Hof-, Verwaltungs- und Kriegsdienst. Sie wurden von ihrem Grundherrn mit einer besonderen Funktion betraut, wie etwa der Leitung eines Hofes (Inwärtseigen), der Führung der Finanzen (Kanzlei) oder der Leitung verschiedener Besitzungen, etwa als Burgmannen. Ministerialen waren Leute mit besonderen Fähigkeiten, manchmal auch Hörige aus der Schicht des Bauernstandes. Die Bewachung, Erhaltung und Verteidigung einer Burg des Dienstherrn gehörte im Hochmittelalter häufig zum Dienstrecht der Ministerialen, oft auch die Neuerrichtung einer Ministerialenburg (meist einer Turmhügelburg oder eines Wohnturms) auf Ländereien mit zinspflichtigen Untertanen, die den Ministerialen nach Lehnsrecht anvertraut wurden; die Lehen wurden bald erblich. Durch diese Aufgaben sowie ihre daraus folgende ritterliche Lebensweise (mit entsprechenden Eheschließungen) stiegen sie faktisch zu Freien und in den niederen Adel auf. Mit dem Ende des Ministerialrechts im ausgehenden 13. Jahrhundert übernahmen und verwalteten sie Besitzungen ihrer Herren nicht mehr nur nach Lehnsrecht, sondern auch in den Rechtsformen der Burghut, des Pfleger- oder Richteramtes oder als Pfandbesitz.

### Entstehung des Ministerialitätssystems
Ihren Ursprung hat die Ministerialität in dem Bestreben der lokalen Machthaber zur intensiven Durchdringung, also Organisation und Kontrolle ihres eigenen Herrschaftsbereiches durch waffenfähige Dienstleute.
Im elften Jahrhundert verursachte das Bevölkerungswachstum Veränderungen in den wirtschaftlichen Strukturen. Der Bedarf nach besserer Kontrolle der lokalen Grundherrschaft, Diözese oder Abtei führte zur ausdifferenzierten Aufgabenteilung in ihrer Administration. Angehörige der familia des Herrschaftsverbandes bekamen als Folge besonderer Fähigkeiten, Tüchtigkeit oder ihrer Verdienste von ihren Herren Aufgaben zugeteilt, welche ihnen sozialen Aufstieg und rechtliche Besserstellung ermöglichten. Sie übernahmen zum Beispiel die Verwaltung eines Gutes oder führten die Finanzverwaltung. Als Versorgung erhielten sie Dienstgüter, lebten also von der geleisteten Grundrente einer Anzahl von Bauern. Der Stand bildete bei entsprechender materieller Ausstattung den Großteil der hochmittelalterlichen Ritter.

### Entstehung der Ministerialität in Kirchen und Klöstern
Die Herausbildung des Ministerialitätssystems lässt sich zunächst am klarsten bei der Reichskirche nachvollziehen. Diese versuchte mit Hilfe abhängiger unfreier Amtsträger die Aneignungstendenzen des Adels zu begrenzen und die Entfremdung ihres eigenen Besitzes bzw. ihrer Rechte zu verhindern.
Die Reichskirche profitierte hier auch davon, dass sich im 9. Jahrhundert Königsfreie in ihren Dienst stellten, um so dem vom König geforderten Kriegsdienst zu entkommen. Die Königsfreien wurden so zu Freien, die nun auf Klosterland existierten, jedoch von der Kirche abhängig und ihr zu Dienst verpflichtet waren. So stellten die Äbte von St. Gallen und Reichenau sowie der Bischof von Konstanz 981–983 dem Kaiser Otto II. 140 schwere Panzerreiter für seinen Italienzug zur Verfügung. Dies können nur ehemalige Königsfreie, die in die Dienstbarkeit der Kirche übertraten, oder ihr vom König bzw. Kaiser geschenkt wurden, gewesen sein – denn um 980 besaßen die drei geistlichen Herren kaum eine solche Anzahl von Vasallen.
Auch eine Gruppe bäuerlicher Freier, die auf Königsfreie zurückzuführen sind, nahmen von der Kirche Lehen auf, um ihren Besitz vergrößern zu können, und gerieten so in deren Dienstbarkeit. Hierbei entstand in einem langen und keineswegs gradlinigen Prozess das System der „Dienstmannschaft“. Der Drang, eine eigene Gruppe zu bilden, wuchs, da der soziale Aufstieg das Selbstbewusstsein der Gruppe unterstützte. Ihre rechtliche Absicherung wurde der Ministerialität früh in Form eines speziellen Dienstrechtes zugestanden – ein Versuch, die wichtig gewordene, loyale und die kirchliche Autonomie sichernde Gruppe zu binden bzw. die Stellen in der Dienstmannschaft für andere attraktiv zu machen. Die im Wormser Hofrecht (um 1023) genannten ministeriales sind noch Meier.
Schon 1061/62 zeichnete sich dann im Bamberger Dienstrecht eine stärkere Formierung der Gruppe der Ministerialen ab. Die Rechte der Ministerialen waren jedoch regional und auch funktional unterschiedlich, wenngleich auch versucht wurde, eine homogene Rechtslage zu schaffen. Da das System effektiv war, begann sich das Prinzip der Ministerialität im Laufe des 11. Jahrhunderts schnell auch auf weltliche Herrschaftsformen zu übertragen, denn auch die weltlichen Herren erkannten den Nutzen der Ministerialen zur Festigung und Ausweitung ihrer Herrschaft.

### Entstehung der Reichsministerialität
Die Reichsministerialen (den Begriff gibt es seit Lothar III. 1128) nahmen eine gesonderte Stellung ein. Aufgrund ihres Ansehens und der Nähe zum Herrscher standen sie über dem Dienstmannenrecht und den übrigen Ministerialitäten. Im Auftrag des Königs bzw. Kaisers des Heiligen Römischen Reichs, nahmen weitreichende, gehobene Verwaltungsaufgaben wahr und leisteten Kriegsdienst als schwere Panzerreiter. Es ist daher nur verständlich, dass sich die Reichsministerialität aus einem Stand rekrutieren musste, der über akzeptable Bildung zur Bewältigung von Verwaltungsaufgaben, über Kenntnisse höfischen Lebens und/oder Erfahrung im Kampf verfügte.
Die Lösung lag in der Verpflichtung von Edelfreien oder ehemaligen, mehr oder minder selbstständig gewordenen Königsfreien oder Königszinsern, den „liberi“. Diese stellten eine besondere Gruppe dar. Sie bestand aus Freien, die jedoch auf Königsgut ansässig und deshalb in ihrer Verfügung über ihr Eigentum eingeschränkt waren und Verpflichtungen gegenüber dem König erfüllen mussten. Zum einen waren sie zum Militärdienst verpflichtet, zum anderen mussten sie regelmäßig Abgaben leisten, den Königszins. Sie waren vor allem in der karolingischen Zeit von Bedeutung. Sie leisteten Kriegsdienst und andere militärische Aufgaben, wie Botendienste oder Geleitschutz. Viele von ihnen wandelten jedoch ihren Status. Urkunden und Kapitularien belegen, dass ein nicht zu unterschätzender Teil von ihnen sich der Kirche oder weltlichen Herren ergab, um so dem Kriegsdienst bei den alljährlichen Sommerfeldzügen zu entfliehen. Teilweise schenkte der König die Königsfreien sogar der Kirche, bestand aber auf der weiteren Erfüllung der Pflichten, die jedoch oft in Vergessenheit gerieten. Auch lässt sich feststellen, dass seit Ende des 9. Jahrhunderts manche weltlichen Herren Kriegsdienste von einer Gruppe erfüllt bekamen, deren Dienste nicht auf Lehen oder Unfreiheit beruhten, sondern vielmehr auf älteren Verpflichtungen, die einst dem König zu leisten waren. Diese Gruppe bildet die unmittelbaren Vorgänger der Ministerialen.
Ein nicht zu vernachlässigender und großer Teil der Reichsministerialität rekrutierte sich zudem aus der hohen Anzahl kleiner, ursprünglich freier Adeliger (Edelfreier), die im 11. Jahrhundert begannen, sich freiwillig in die Ministerialität zu ergeben und im 12. und 13. Jahrhundert verstärkt in diese übergingen. Die Theorie der Königsfreien als Vorgänger der Reichsministerialen wird durch das Faktum unterstützt, dass große Teile der Reichsministerialität zugleich auch über freien Besitz verfügten und der Stammsitz, von dem sich ihr Name ableitet, meist zu diesem freien Besitz gehörte – so etwa in Niedersachsen und Ostfranken oft zu beobachten. Die Reichsministerialen waren demnach ursprünglich oft frei und haben sich dann in eine gewisse Unfreiheit begeben, um ihren ererbten Allodialbesitz durch Lehnsgüter zu erweitern.
Seit König Konrad II. (1024–1039) wurden sie als Vögte oder Burggrafen und Landrichter zur Verwaltung des Reichsguts und, in den Landesherrschaften, der Landesgüter herangezogen; als Reichsministerialen stützten sie die salische und besonders die staufische Reichspolitik. So hatten etwa die Herren von Colditz die Aufgabe, Silberbergbau zu betreiben und eine königliche Münzstätte zu unterhalten.
Ab dem 12. Jahrhundert setzte auf den höheren Ebenen ein Angleichungsprozess auch der ursprünglich unfreien Reichsministerialen an den Stand der Edelfreien ein. Die Reste der Unfreiheit schwanden allmählich, die Dienstlehen wurden zu erblichen Lehen, auch weil häufig verarmte Edelfreie unter Vorbehalt ihrer Freiheitsrechte freiwillig in den Reichsministerialenstand übertraten.
Dass diese Entwicklung der Reichsministerialität erst später einsetzte als auf kirchlicher Ebene, ist damit zu erklären, dass die Königsfreien zunächst noch ihren Dienst für den König oder Kaiser leisteten. Mit zunehmender Zeit jedoch wurde diese Gruppe zum einen zu selbstständig und verweigerte die Erfüllung ihrer Pflichten gegenüber dem König sowie die Anerkennung seiner Verfügungsgewalt über ihre Güter, zum anderen waren sie in ihrer Kriegsführung zu schwach, um mit der Entwicklung der fürstlichen Vasallenheere Schritt zu halten. Aus diesem Grunde wurde ein Teil von ihnen umstrukturiert und in die Reichsministerialität eingebunden. Dies diente dem König und stieß wohl auch auf den Zuspruch der betroffenen Königsfreien, die auf Vergrößerung ihres Besitzes, Reichtums und Einflusses hoffen konnten. Warum der König solche Verwaltungsaufgaben oft an Königszinser und nicht an Edelfreie vergab, deren Stand ja schon etabliert und gefestigt war, die über Reichtum und Bildung verfügten, hat seinen Grund in der Gegenleistung, die der Adel verlangte, nämlich der erblichen Vergabe von Land und Leuten, also von Lehen. Ein großer Teil des Königsgutes war so bereits verloren gegangen, da der Adel diese Lehen an sich zog und erblich machte. Das System der Ministerialität war, jedenfalls zunächst, ein willkommener Ersatz für dieses mitunter verlustreiche Lehenssystem.
Einigen der großen Reichsministerialen gelang es gleichwohl, sich das von ihnen administrierte Königsgut allmählich anzueignen und – wenn sie Glück oder zur rechten Zeit Beziehungen hatten – dann sogar als Eigengut, also nicht einmal Lehen, mitunter sogar mit Zustimmung der Wahlkönige des Spätmittelalters, die dringend auf potente Unterstützer angewiesen waren. So wurden manche von ihnen zu großen weltlichen Herren, wie etwa die von Hagen-Münzenberg oder die von Bolanden, einige stiegen sogar bis in die spätere Reichsunmittelbarkeit des regierenden Hochadels auf, wie die Häuser Reuß, Erbach oder Waldburg. Ihre Burgen konnten sich hinsichtlich der repräsentativen Ausstattung, besonders in der Stauferzeit (1138 bis 1254), durchaus mit den sogenannten „Dynastenburgen“ ihrer Herren messen. Gelegentlich wurden jedoch auch einfache Dienstleute, die am Königshof Karriere gemacht hatten, freigelassen und mit bedeutenden Reichslehen bedacht, so etwa 1195 Markward von Annweiler, den Kaiser Heinrich VI. mit Markgrafschaften und Herzogtümern in Italien belehnte.

### Ministerialen adliger Herren
Auch adlige Herren (Herzöge, Grafen und begüterte Edelfreie) bedienten sich seit dem 12. Jahrhundert immer häufiger solcher waffenfähiger und ökonomisch abgesicherter Dienstleute, einerseits um von ihnen ihre Ländereien verwalten zu lassen, andererseits um sie als Reiterkrieger in dem von ihnen zu stellenden Heeresaufgebot einzusetzen. Es handelte sich dabei entweder um freie Bauern, die in den Dienst örtlicher Herren traten, oder um Unfreie. Außerdem wechselten auch Edelfreie in die Ministerialität; sie trugen dann entweder ihre bislang freieigenen Sitze dem Lehnsherrn auf und nahmen sie von diesem wiederum zu Lehen, wenn sie in seinen Dienst traten, oder sie behielten sie als Allod und erhielten zusätzlich Lehnsgüter.
Auch die hörigen Unfreien, die als Dienstleute eingesetzt wurden, verfügten häufig bereits über generationenlange Erfahrung im Verwaltungsdienst, als Meier auf den Fronhöfen des Adels. Nun wurden sie als Schildknappen ihrer Herren auch zum Waffendienst herangezogen und erhielten so die Gelegenheit zum Aufstieg in den Ritterstand. Sie versuchten, ihr Meieramt zu einem erblichen ritterlichen Lehnsgut zu machen oder auf Neusiedelland durch Rodung kleinere Grundherrschaften zu begründen. Das Lehnswesen war bereits im Fränkischen Reich entstanden, um dem Ritterstand die ihm obliegende Verpflichtung zu Ritterdiensten als Panzerreiter wirtschaftlich zu ermöglichen. Die Ritter waren dafür als Vasallen und Ministeriale dem Lehnsherren zum Kriegsdienst zu Pferde verpflichtet. Voraussetzung war, dass sie sich die erforderliche materielle Ausstattung, die teuren Kampfpferde sowie die Transportpferde samt Pferde- und Waffenknechten und die kostspieligen Waffen (Schwerter, Schilde, Streitäxte, Helme und Kettenhemden) leisten konnten. Entweder brachten sie die Kosten aus Eigenem auf oder sie wurden entsprechend ausgestattet.
Waren zunächst viele der als Ritter dienenden Ministerialen nur besoldete Burgmannen auf den Burgen ihrer Herren, bauten sich seit dem 13. Jahrhundert die zu Wohlstand gekommenen ritterlich lebenden Familien auch eigene befestigte Häuser, freilich bedurften sie zum Burgenbau der landesherrlichen Genehmigung. Die Ministerialenburgen zeichneten sich meist durch die Nähe zu bäuerlichen Siedlungen und Dörfern aus, aus denen sie versorgt wurden, und denen sie wiederum Schutz boten. Ihre Lage war dabei in erster Linie von der jeweiligen topographischen Situation abhängig und sicherte oft auch das Territorium ihrer Herren, denen sie ihre Burgen auf Anfrage zu „öffnen“ hatten. Die Ministerialenburgen waren meist kleine Anlagen vom Bautyp des Wohnturms oder der Turmhügelburg, später auch des Weiherhauses. Oft gingen sie aus älteren Fronhöfen hervor. In der frühen Neuzeit wurden sie dann meist auch landtagsfähig und als Rittergüter bezeichnet.
Ministerialen wuchsen in niedrigere Verwaltungsdienste hinein und zugleich in den Waffendienst. Als bewaffnete Reiter kamen sie, obwohl abhängig, der sozialen Stellung ihrer Herren bald näher als ihrem bäuerlichen Ursprung. Handwerker konnten in Deutschland grundsätzlich nicht den Ritterschlag erhalten – anders als in Italien, worüber sich schon Otto von Freising in seinen Gesta Friderici erstaunte. In den vereinzelten Fällen, in denen Ministerialenfamilien nachweislich dem Handwerkerstand entsprangen, wie etwa die Bismarck, die als Gewandschneider begonnen hatten, geschah dies über einen vorangegangenen Aufstieg ins handeltreibende Patriziat. Öfter zogen umgekehrt Ministerialen vom Land in die Städte und wurden dort zu Patriziern. Die Ministerialen nahmen die kulturellen Gepflogenheiten des Rittertums an und bildeten mit kleineren Angehörigen des älteren Adels (Edelfreie) die Ritterschaft. In der dritten Generation rittermäßiger Lebensweise und ritterlichen Konnubiums galten sie dann als „ritterbürtig“ und somit als Angehörige des Adels. Ihre Aufgaben bewirkten also, dass die rittermäßigen Ministerialen – ihrer unfreien Herkunft ungeachtet – im Laufe des 13. und 14. Jahrhunderts in den niederen Adel aufstiegen. Dazu trug bei, dass ihre Lehen erblich wurden und sie somit über standesgemäße Sitze verfügten, nach denen sie sich oft auch benannten. Durch die Ausübung der allmählich erblich und rein zeremoniell werdenden Hofämter (Mundschenk, Truchsess, Marschall, Kämmerer etc.), die damals nach königlichem Vorbild an den Herzogs- und Bischofshöfen eingerichtet wurden, erlangte eine Spitzengruppe Ansehen und Einfluss, bisweilen auch zusätzlichen Besitz.
Allerdings waren die Lehen wegen ihrer Bindung an den Kriegsdienst meist nur im Mannesstamm erblich, sodass bei dessen Erlöschen das Lehen an den Lehnsherren heimfiel. (Die Ausnahme, sogenannte Kunkellehen, betrafen meist nur den höheren Adel oder die Reichsministerialen.) In der Regel gaben die Lehnsherren die Lehen dann neu aus, an Gefolgsleute, die ihnen wichtig waren oder die dafür zahlen konnten, oftmals aber auch an Schwiegersöhne oder andere Verwandte der früheren Ministerialenfamilie.
Ein Problem vieler Ministerialenfamilien bestand darin, dass sie im Streben nach einer Vermehrung ihres Lehnsbesitzes gleichzeitig in den Dienst verschiedener Herren traten. Kam es zwischen diesen dann zum Streit oder Krieg, mussten diese Gefolgsleute zwangsläufig für ihre Herren unzuverlässig werden, waren sie doch durch Eid und Lehen beiden verpflichtet. Im 13. Jahrhundert war der gleichzeitige Dienst für mehrere Herren in den zumeist kleinteiligen Reichsgebieten eher die Regel als die Ausnahme. Ab der zweiten Hälfte des 13. Jahrhunderts gingen manche Lehnsherren daher dazu über, heimgefallene Ministerialenburgen ihrer landesherrlichen Kammer zu unterstellen und sie lediglich als Burghut neu zu vergeben. Der Unterschied zur Vergabe nach Lehnsrecht bestand darin, dass der Vertrag mit dem ritterlichen Burgmann (später meist als Kastellan oder Burghauptmann bezeichnet) auf einige Jahre befristet war und die Entlohnung durch fest vereinbarte Naturalien oder Geldsummen erfolgte. Die Inhaber einer Burghut wurden oft in rascher Folge ausgewechselt, um das Amt nicht wieder erblich werden zu lassen. Kam auch die Aufsicht über die Gefälle aus den zur Burg gehörenden Gütern hinzu, wurde die Burghut als Pflege bezeichnet. Wenn darüber hinaus auch noch die Rechtspflege innerhalb eines Gerichtssprengels ausgeübt wurde, bezeichnete man den jeweiligen Amtsträger als Richter. Oft überstiegen aber die Ausgaben für die Besoldung solcher Funktionsträger sowie den Unterhalt der zahlreichen Burgen die Mittel der landesfürstlichen Kammern, welche schon die wachsenden Kosten der Hofhaltungen zu tragen hatten; daher gingen die Fürsten oder regierenden Grafen im 14. und 15. Jahrhundert häufig dazu über, die Burgen einschließlich ihrer Gerichte, Rechte und Einnahmen an ritterliche Familien zu verpfänden. Die Verpfändung endete dann entweder durch Ablösung oder durch Verkauf.
Da die Ministerialen sich inzwischen mehr als Güterverwalter und Obrigkeit über die Erbuntertanen betätigten denn als Reiterkämpfer, gaben die Landesherren ab etwa 1300 dem Aufgebot ihrer wachsenden Städte oder professionellen Söldnerheeren den Vorzug bei der Kriegführung. Anstatt mitsamt ihren Knechten Kriegsdienst zu Pferde zu leisten, zahlten die Lehnsnehmer nun „Ritterpferdgelder“ an den Lehnsherrn. Soweit sie noch selbst mitkämpften, ließen sich für die Teilnahme an den Feldzügen nun häufig auch bezahlen, jedenfalls soweit die in der Lehnsurkunde vorgeschriebenen Dienst-Tage überschritten waren. Dennoch führte das Ende des Ritterdienstes zu einem wirtschaftlichen Niedergang des deutschen Adels. Sold und Kriegsbeute flossen nun in andere Taschen, was eine der Ursachen für das Raubritterwesen wurde.
Manche Ministerialenfamilien gingen als Patriziat (Stadtadel oder Ehrbarkeit) in die Städte und widmeten sich dem Fernhandel. Sie bildeten oft den Grundstock der städtischen Führungsschichten. Aus beiden Gruppen rekrutierte sich außerdem der Nachwuchs für den gehobenen kirchlichen Dienst, etwa als Domherren, Bischöfe oder Äbte. Voraussetzung hierfür war ein in früher Jugend begonnenes akademisches Studium. Die im abhängigen Herrschaftsdienst wurzelnden Gruppen pflegten intensive Heiratskontakte. Die Mehrzahl der Familien des Uradels hat ihre Wurzeln in der Ministerialität. Wenn sich deren Angehörige aber infolge sozialen Abstiegs nicht „im Stande“ halten konnten, sondern entweder auf kleinen Resthöfen in den Bauernstand absanken oder in eine Stadt zu zogen und dort einem bürgerlichen Erwerbsberuf (z. B. Kaufmann oder Handwerker) nachgingen, zog dies ihren Standesverlust nach sich.

## Bedeutende Ministerialen und Ministerialengeschlechter
- die Bolanden - das  bedeutendste und vornehmste Reichsministerialengeschlecht mit Sitz am Donnersberg
- die Hagen-Münzenberg
- die Pappenheim
- die Meingote – Erzstift Mainz
- die Burggrafen von Dohna
- die Kuenringer

- Eike von Repgow (* ca. 1180; † ca. 1235) – Verfasser des Sachsenspiegels
- Markward von Annweiler († 1202) – Reichstruchsess und Regent des Königreichs Sizilien
- Heinrich von Kalden (* vor 1175; † nach 1208) – Reichshofmarschall
- Konrad von Lützelhardt – Markgraf von Ancona
- Kuno I. von Münzenberg († 1207) – Reichskämmerer
- Diepold von Schweinspeunt († nach 1221) – Graf von Acerra und Herzog von Spoleto
- Konrad von Rodank (* 1140; † 14. Oktober 1216) – Bischof von Brixen
- Friedrich von Stade († 13. April 1135)
- Rütger von der Horst (* 1519; † 10. März 1582)
- Konrad von Winterstetten († wahrscheinlich 1242/43), tritt seit 1220 als Reichsschenk auf, aus dem Hause Waldburg-Tanne
- Eberhard von Tanne-Waldburg (1170–1234), erstmals 1225 Reichstruchsess genannt, von 1220 bis 1225 Vormund und Ratgeber König Heinrich VII.